# Rezerwat przyrody Šumárník
Rezerwat przyrody Šumárník (cz. Přírodní rezervace Šumárník) – najmniejszy rezerwat przyrody, znajdujący się w paśmie górskim Wysokiego Jesionika (cz. Hrubý Jeseník), w północno-wschodnich Czechach, w Sudetach Wschodnich, na Śląsku, w powiecie Jesionik (cz. Okres Jeseník), położony na połaci szczytowej góry Šumný.

## Charakterystyka

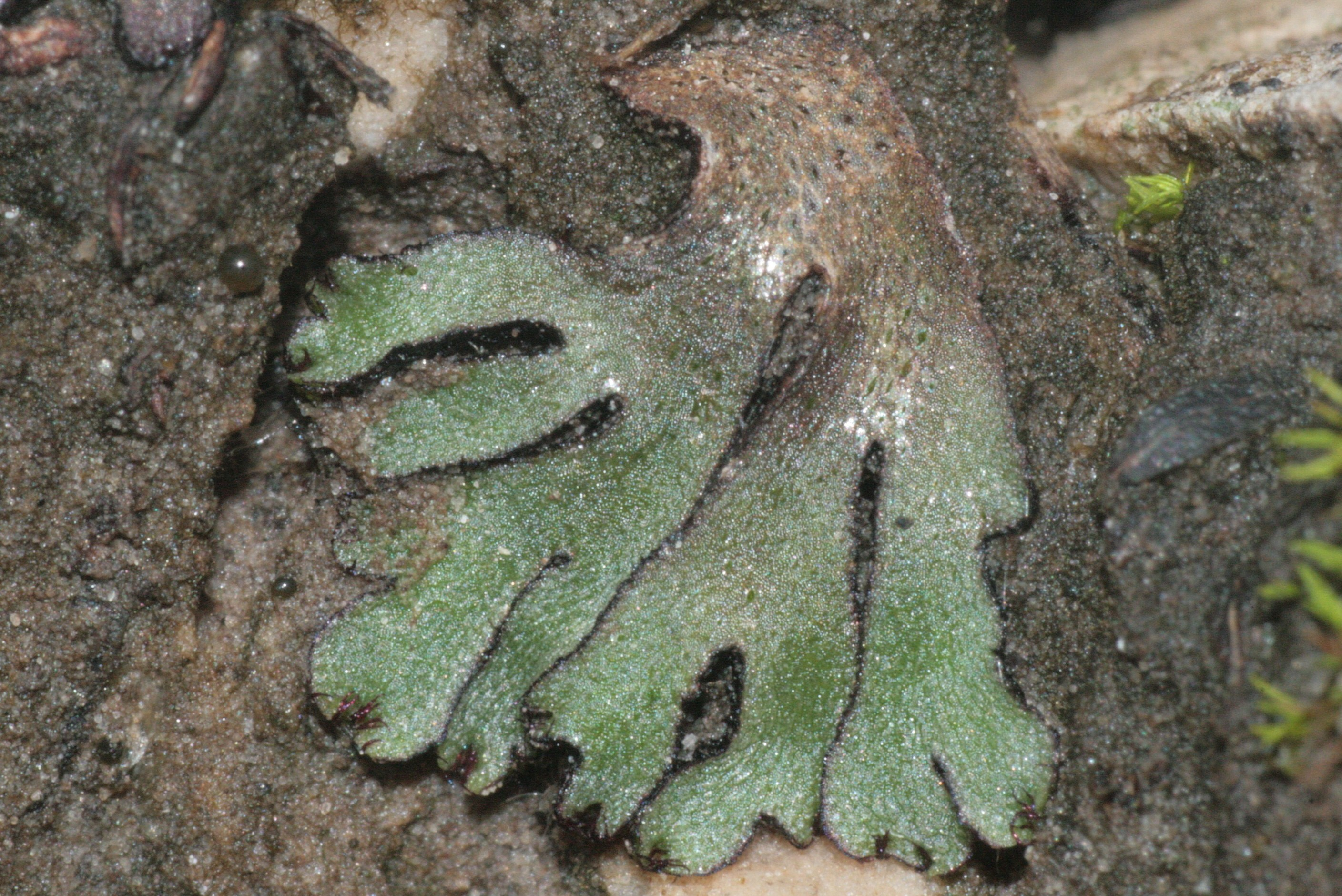
Mannia skalna

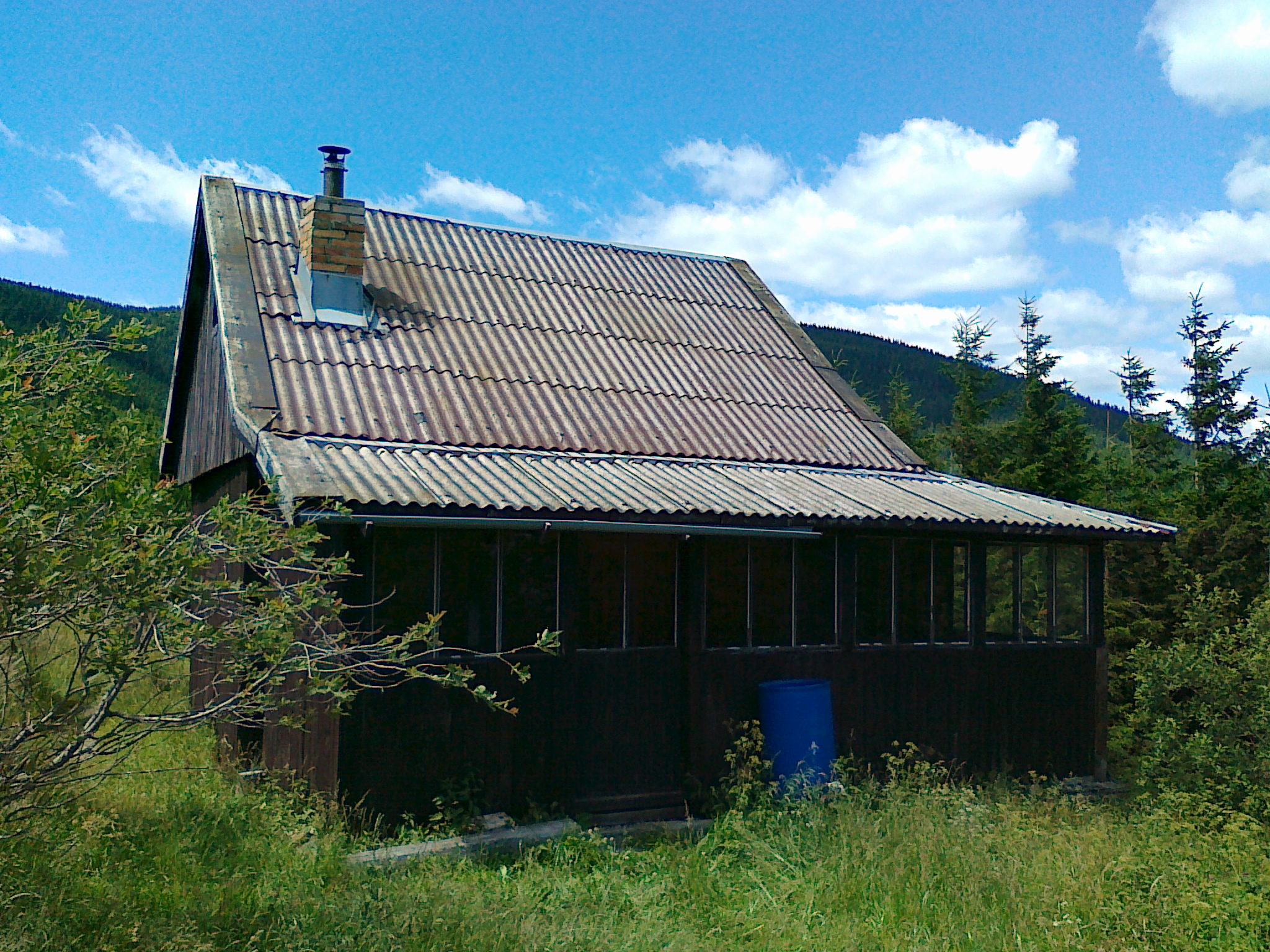
Chata Na Šumárníku (2019 rok)

Rezerwat znajduje się w obrębie wydzielonego obszaru objętego ochroną o nazwie Obszar Chronionego Krajobrazu Jesioniki (cz. Chráněná krajinná oblast (CHKO) Jeseníky), a utworzonego w celu ochrony utworów skalnych, ziemnych i roślinnych oraz rzadkich gatunków zwierząt, położony w części (mikroregionie) Wysokiego Jesionika o nazwie Masyw Keprníka (cz. Keprnická hornatina). Rezerwat przyrody Šumárník położony jest na wysokościach (1050–1075) m n.p.m. wokół szczytu góry Šumný i obejmuje swoim zasięgiem skalistą połać szczytową tej góry. Jest to obszar o areale 0,75 ha oraz dodatkowo 50 metrowy pas o powierzchni 2,662 ha, otulającej strefy ochronnej (buforowej). Położony jest w odległości około 13,9 km na północny zachód od szczytu najwyższej góry tego pasma Pradziad. Rezerwat został utworzony 6 maja 1998(dts) roku (początkowo o areale 0,17 ha, a później poszerzony) w celu ochrony unikalnego zbiorowiska roślinnego skał, a w szczególności gatunku z gromady wątrobowców: manni skalnej (łac. Mannia triandra), jedynego stanowiska tego gatunku w Czechach. Obszar rezerwatu stanowią skaliste, odsłonięte połacie góry Šumný. Ściana skalna ma charakterystyczne znaki działania wietrzenia mrozowego. Znajduje się tu również kilka mniejszych skalisk. Skała rozciągnięta na długości około 40 m w kierunku południowy zachód – północny wschód tworzy silnie erodowaną, kilkumetrową ścianę, nieregularnie łamaną z poziomymi i pionowymi pęknięciami. Na południe spada stosunkowo stromo, na północ zamienia się w łagodny płaskowyż, bez skalisk. Materiał skalny tworzony przez erlany (przekształcone skały wapienne i krzemionkowe, pierwotnie pochodzenia osadowego, prawdopodobnie neoproterozoiczne). Skała tworzy eluwium bogate w wapń i magnez. Jony wapnia uwalniane są przez wentylację, a poprzez wymywanie z erlanu wzbogacają gliniaste podłoże szczelin skalnych i tarasów, a także obszary wokół skał.
Przez rezerwat nie poprowadzono żadnego szlaku turystycznego ani żadnej ścieżki dydaktycznej. Monitorowanie i obserwacja roślin objętych ochroną przez botaników oraz skutki ewentualnego penetrowania rezerwatu przez turystów były powodem zagrodzenia ścieżki wiodącej do rezerwatu przez służby leśne, co oznacza, że teren rezerwatu jest niedostępny, a poruszanie po nim nie jest zalecane, a nawet zabronione. Na obszarze rezerwatu znajduje się chata o nazwie (cz. Na Šumárníku), dostępna jedynie służbom leśnym. W lutym 2016 roku powstał plan zarządu i ochrony rezerwatu sporządzony przez Służbę Ochrony Przyrody Republiki Czeskiej (cz. Agentura ochrany přírody a krajiny České republiki) na lata 2017–2026.

### Flora

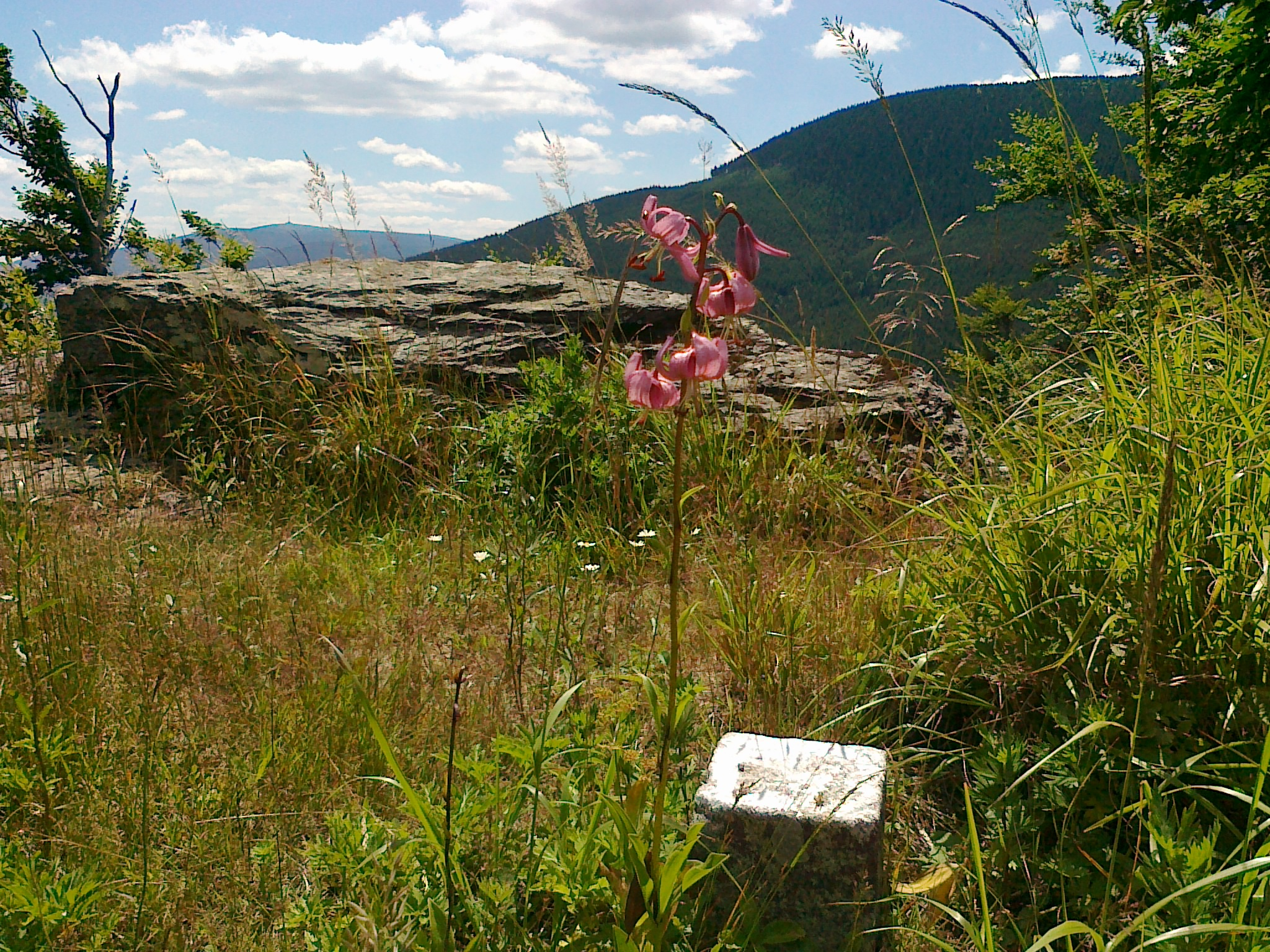
Roślinność w rezerwacie przyrody Šumárník, z widoczną m.in. lilią złotogłów (2019 rok)

Z większych roślin (drzewostan) w rezerwacie występują m.in.: buk zwyczajny (łac. Fagus silvatica),  klon jawor (Acer pseudoplatanus), świerk pospolity (Picea abies) czy jarząb pospolity (Sorbus aucuparia) oraz krzewy m.in.: porzeczka alpejska (Ribes alpinum), wiciokrzew czarny (Lonicera nigra), wiciokrzew pospolity (Lonicera xylosteum) czy wierzba śląska (Salix silesiaca). Z mniejszych roślin runa leśnego występują tu m.in.: skalnica gronkowa (Saxifraga paniculata), żebrowiec górski (Pleurospermum austriacum), zanokcica zielona (Asplenium viride), kozłek trójlistkowy (Valeriana tripteris subsp. austriaca), zanokcica skalna (Asplenium trichomanes), zanokcica murowa (Asplenium ruta-muraria), żywiec dziewięciolistny (Dentaria enneaphyllos), szczyr trwały (Mercurialis perennis), przytulia wonna (Galium odoratum), miodunka ćma (Pulmonaria obscura), zerwa kłosowa (Phyteuma spicatum), tojad dzióbaty (Aconitum variegatum), modrzyk górski (Cicerbita alpina), jaskier platanolistny (Ranunculus platanifolius), leniec alpejski (Thesium alpinum), gółka długoostrogowa (Gymnadenia conopsea), lilia złotogłów (Lilium martagon), wawrzynek wilczełyko (Daphne mezereum), gruszycznik jednokwiatowy (Moneses uniflora), parzydło leśne (Aruncus dioicus), marchwica pospolita (Ligusticum mutellina), widłak goździsty (Lycopodium clavatum) czy liczydło górskie (Streptopus amplexifolius) .   
Wiele gatunków występujących w rezerwacie umieszczono w czerwonej księdze gatunków zagrożonych, m.in. takie jak: tojad sudecki (Aconitum plicatum), podejźrzon księżycowy (Botrychium lunaria), dzwonek brodaty (Campanula barbata), szczwoligorz tatarski (Conioselinum tataricum), kukułka Fuchsa (Dactylorhiza fuchsii),  ostróżka wyniosła (Delphinium elatum), wroniec widlasty (Huperzia selago) czy przewiercień długolistny (Bupleurum longifolium subsp. Vapicense). Łącznie w rezerwacie stwierdzono występowanie około 220 gatunków roślin (głównie naskalnych). 

### Fauna
Fauna tego obszaru nie była jak dotychczas dokładnie badana. Z dotychczasowych obserwacji stwierdzono występowanie zwierząt takich jak m.in. żmija zygzakowata (łac. Vipera berus) czy jaszczurka żyworodna (Zootoca vivipara). Ponadto w rezerwacie można spotkać również wiele innych gatunków zwierząt m.in. ptaków, takich jak np.: sikora czarnogłowa (Poecile montanus), krętogłów zwyczajny (Jynx torquilla) czy słonka zwyczajna (Scolopax rusticola).